# Seijirō Kōyama
Seijirō Kōyama (神山征二郎, Kōyama Seijirō), né le 16 juillet 1941) est un réalisateur japonais.

## Biographie
Né dans la préfecture de Gifu, Kōyama fréquente l'université Nihon mais la quitte à mi chemin de ses études pour entrer chez la société de production de cinéma indépendante Kindai Eiga Kyokai, où il travaille comme assistant réalisateur auprès de cinéastes comme Kaneto Shindō, Kōzaburō Yoshimura et Tadashi Imai,. Il fait ses débuts à la réalisation en 1971 avec le film pour enfants Koi no iru mura. Son deuxième film, Futatsu no hāmonika (1976), est récompensé du prix des nouveaux réalisateurs de la Directors Guild of Japan. Son film Hometown (1983) est présenté au 13e festival international du film de Moscou. En 1987, son film Hachiko, consacré au fidèle chien Hachikō, est le film japonais le plus rentable cette année-là. Il est connu pour son point de vue humaniste.
En 2000, Kōyama est lauréat du prix Chūnichi de la culture pour sa « réalisation de films qui observent minutieusement l'époque et la région ».

## Filmographie partielle
- 1971 : Koi no iru mura (鯉のいる村?)
- 1976 : Futatsu no hāmonika (二つのハーモニカ?)
- 1981 : Nihon Philharmonic Orchestra: Honoo no dai gogakusho (日本フィルハーモニー物語 炎の第五楽章?)
- 1983 : Hometown (ふるさと, Furusato?)
- 1986 : Tabiji mura de ichiban no kubitsurinoki (旅路 村でいちばんの首吊りの木?)
- 1987 : Hachiko (ハチ公物語, Hachikō monogatari?)
- 1989 : Senba zuru (千羽づる?)
- 1990 : Donmai (ドンマイ?)
- 1990 : Shiroi te (白い手?)
- 1992 : Tōki rakujitsu (遠き落日?)
- 1993 : Gekko no natsu (月光の夏?)
- 1995 : Himeyuri no tō (ひめゆりの塔?)
- 1995 : San tabi no kaikyō (三たびの海峡?)
- 1996 : Miyazawa Kenji sono ai (宮澤賢治 －その愛－?)
- 2001 : Gujō ikki (郡上一揆?)
- 2001 : Taiga no itteki (大河の一滴?)
- 2004 : Kusa no ran (草の乱?)
- 2007 : À la diagonale de l'étoile polaire (北辰斜にさすところ, Hokushin naname ni sasu tokoro?)[7]
- 2008 : Rasuto geimu: Saigo no sōkeisen (ラストゲーム 最後の早慶戦?)
- 2011 : Gakkō o tsukurō (学校をつくろう?)
- 2014 : Sukuitai (救いたい?)
- 2020 : Toki no kōro (時の行路?)

## Distinctions
Sauf indication contraire, les informations mentionnées dans cette section peuvent être confirmées par la base de données cinématographiques IMDb,  présente dans la section « Liens externes ».

### Récompenses
- 1976 : prix du nouveau réalisateur (citation) de la Directors Guild of Japan pour Futatsu no hāmonika[8]
- 1990 : Nikkan Sports Film Award du meilleur réalisateur pour Shiroi te[9]
- 1992 : prix du meilleur réalisateur à l'Asia-Pacific Film Festival pour Tōki rakujitsu

### Nominations et sélections
- 1983 : le film Hometown est présenté en compétition au Festival international du film de Moscou[4]
- 1991 : prix du meilleur réalisateur pour Shiroi te aux Japan Academy Prize[10]